# AGS-17烈火自動榴彈發射器
AGS-17（Пламя，拉丁化：Plamya，意為：烈火；俄罗斯国防部火箭炮兵装备总局代號：／）是一款由前苏联（現在是俄罗斯）KBP儀器設計廠所研製、現由莫洛機械廠股份公司所生產的30毫米自動榴弹发射器，目前主要在俄羅斯聯邦和世界多個國家當中服役。其設計目的就是用以摧毀敵方人員及載具，保護使用方的步兵連。發射30×29毫米無彈殼榴彈。

## 設計細節
AGS-17是一挻沉重的班用步兵支援武器，設計上是架設在三腳架以上，以及輕型或重型裝甲戰鬥車輛、輕型巡邏艇等载具以上。AGS-17可以直接或間接火力模式發射穩定率很高的30毫米榴彈，可以對中、近距離以內任何脆弱的表面目標或防禦工事目標的高壓制和致命打擊的火力支援。
AGS-17使用後座作用原理的槍機結構，以保持操作。在發射每發榴彈時，都會從膛線槍管中射出，並且會迅速運動以減少槍管的高壓火藥燃氣的壓力。
AGS-17的榴彈都裝在一具金屬製的彈鼓以內，並且以不可散式彈鏈連接在一起。使用時彈鼓會鉤掛在機匣右側以防止掉落。彈鼓標準容量為30發榴彈（有異說為29發）。
AGS-17的三腳架（俄罗斯国防部火箭炮兵装备总局代號：），配有良好的平整彈道功能，由其是提供間接火力的時候。不使用的時候亦可將其摺疊以便運輸和攜帶。
AGS-17可裝上PAG-17光学瞄准镜，放大倍率為2.7倍，並具有夜間照明的功能，瞄準鏡拆卸以後可放在專用攜行袋內。

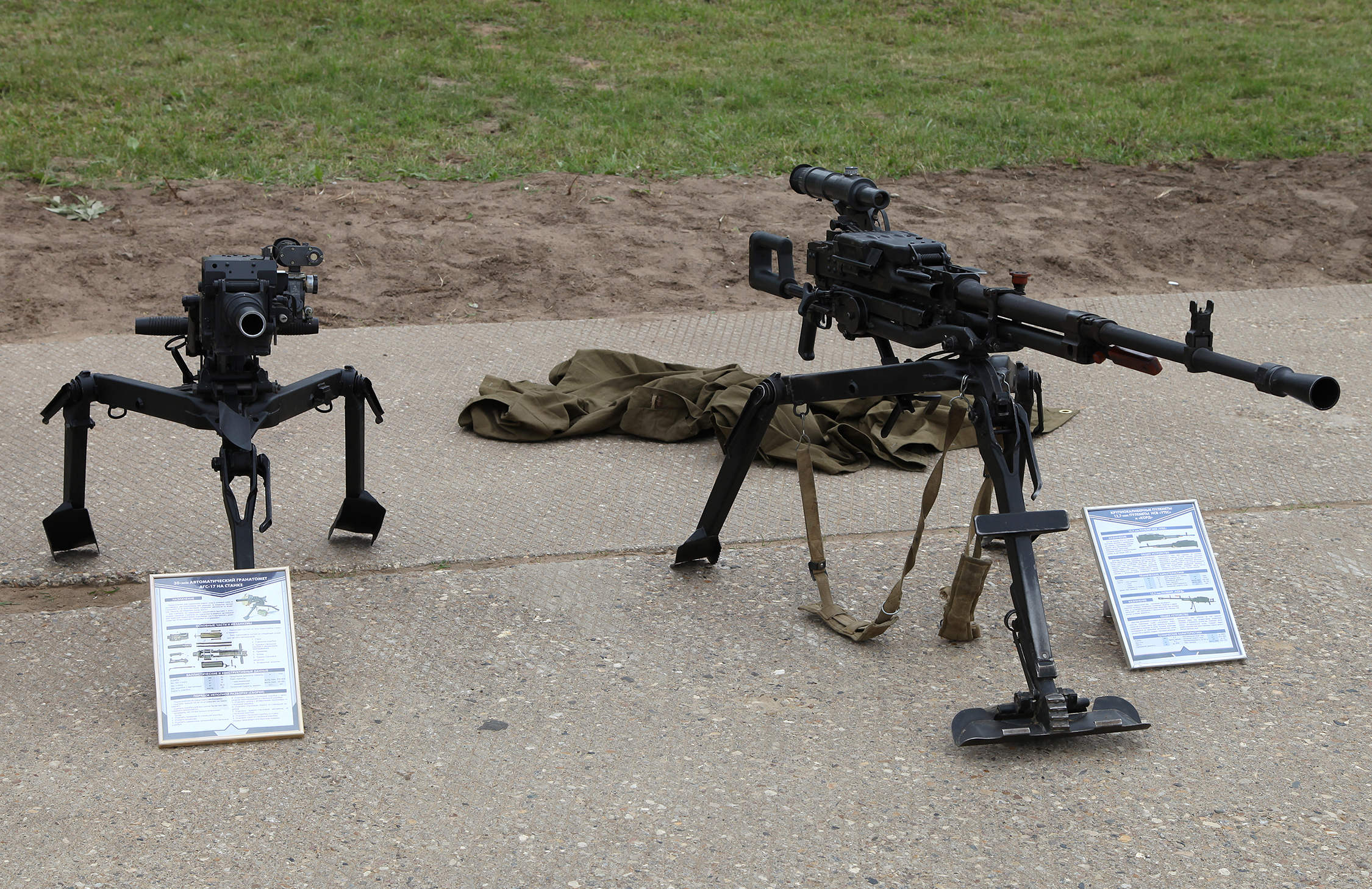
AGS-17自動榴彈發射器與NCVS-12.7重機槍，攝於2014年坦克两项。

## 發展
1967年，苏联OKB-16設計局（現在已改稱為著名的KBP儀器設計廠，位於俄罗斯城市圖拉）已經開始研製AGS-17（意為：槍架式自動榴弹发射器）。而最大的可能原因是，其研發的靈感起源於1960年代後期的中苏边界冲突，以及記者在越战期間透過北越軍隊拍攝到美国大量使用多種自動榴弹发射器所帶來的初步經驗。
據認為，自動榴弹发射器是一種讓步兵分隊對抗中國典型的“三三制戰術”攻擊的最有效步兵支援武器。這種輕型武器主要是要給供步兵用於打擊中、近距離的敵方火力支援人員和無裝甲防護目標，例如是卡車和其他類似設備。
諷刺的是，儘管AGS-17被蘇聯軍隊裝備於部隊亦且廣泛使用，它卻從來沒有對中國使用過；不過它卻成為了在阿富汗戰爭期間一款廣受蘇聯軍隊的歡迎的地面支援武器，亦有些蘇聯士兵在並無專用的車載型以前在装甲运兵车和卡車的車頂上裝上了簡易槍架並將其用作車輛武器。在同一時間，亦開發出特別是直升機用版本的AG-17並且藉由特殊支架安裝在Mi-24「雌鹿」武裝直升機上。
至今的AGS-17仍然是俄羅斯軍隊步兵部隊所使用的直接火力支援武器，主要提供給連級部隊使用，每步兵連配屬配備有AGS-17的2個班，更有一些車輛在安裝數個支架以後將AGS-17、机枪、機炮、火箭炮、导弹連瞄準設備等順著安裝並作為砲塔武器系統（例如下塔吉尔2009年俄罗斯武器展（英語：Russian Expo Arms 2009）上展出的BMPT“死亡联合收割机”（俄語：Жатвенный комбайн смерти），就裝上了2挺AGS-17D）。有一款被命名為AGS-17A的特殊空中運載型版本，主要安裝在Mi-8運輸直升機的機艙艙門機槍槍架上以協助作戰，和安裝於機槍筴艙以內並且於後期型號的Mi-24「雌鹿」攻击直升机上使用。這些武器的槍管配備一具厚厚的铝製保護套，並採用特殊的槍架和電子操控的遙控擊發機構。
目前，它開始被AGS-30阿特蘭自動榴彈發射器所取代。兩者使用相同的彈藥，但AGS-30連三腳架時的重量僅16公斤，並且裝備了改進型的後座作用操作式槍機。

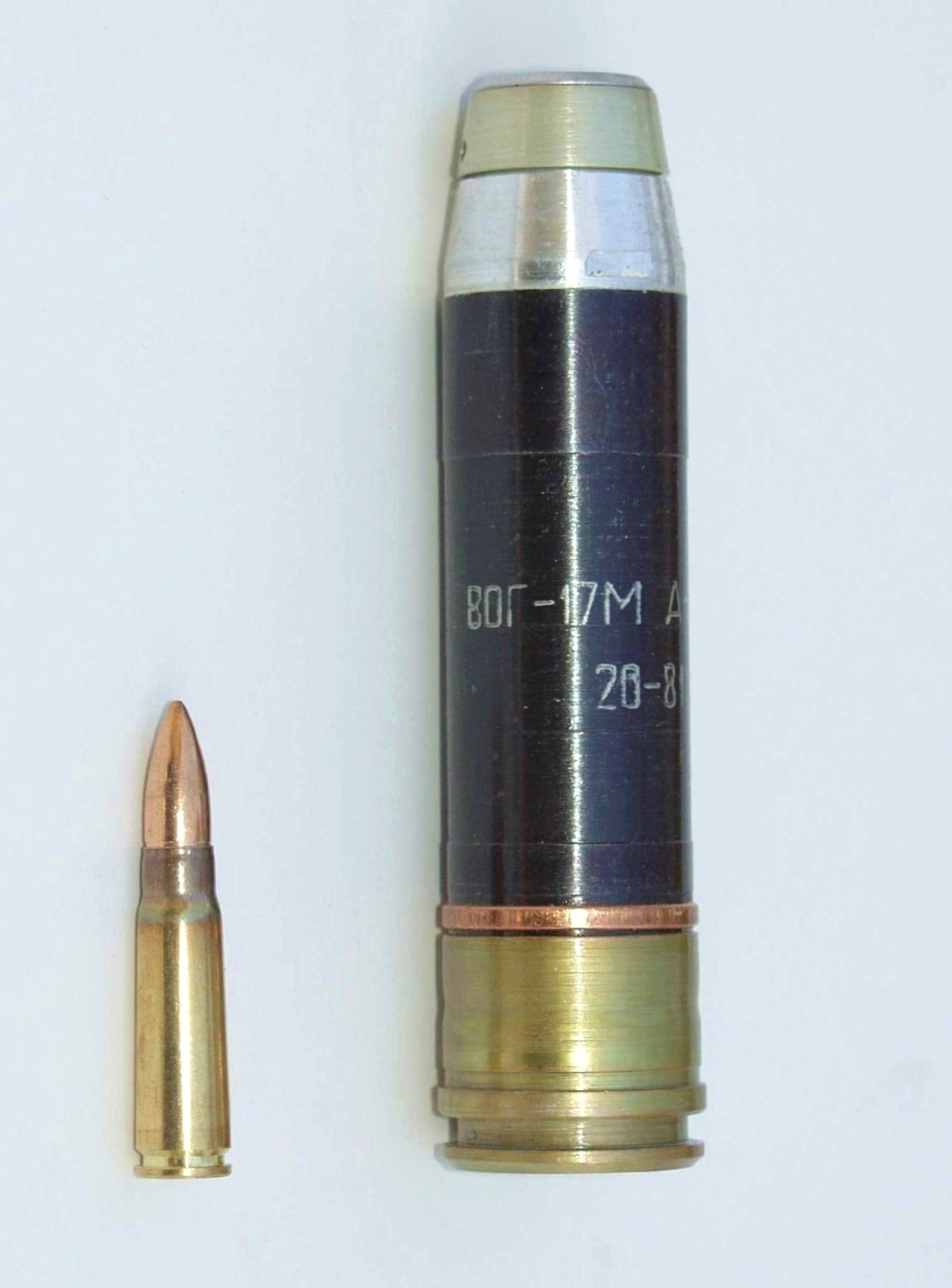
7.62×39毫米步枪子弹VOG-17M榴彈。

## 彈藥

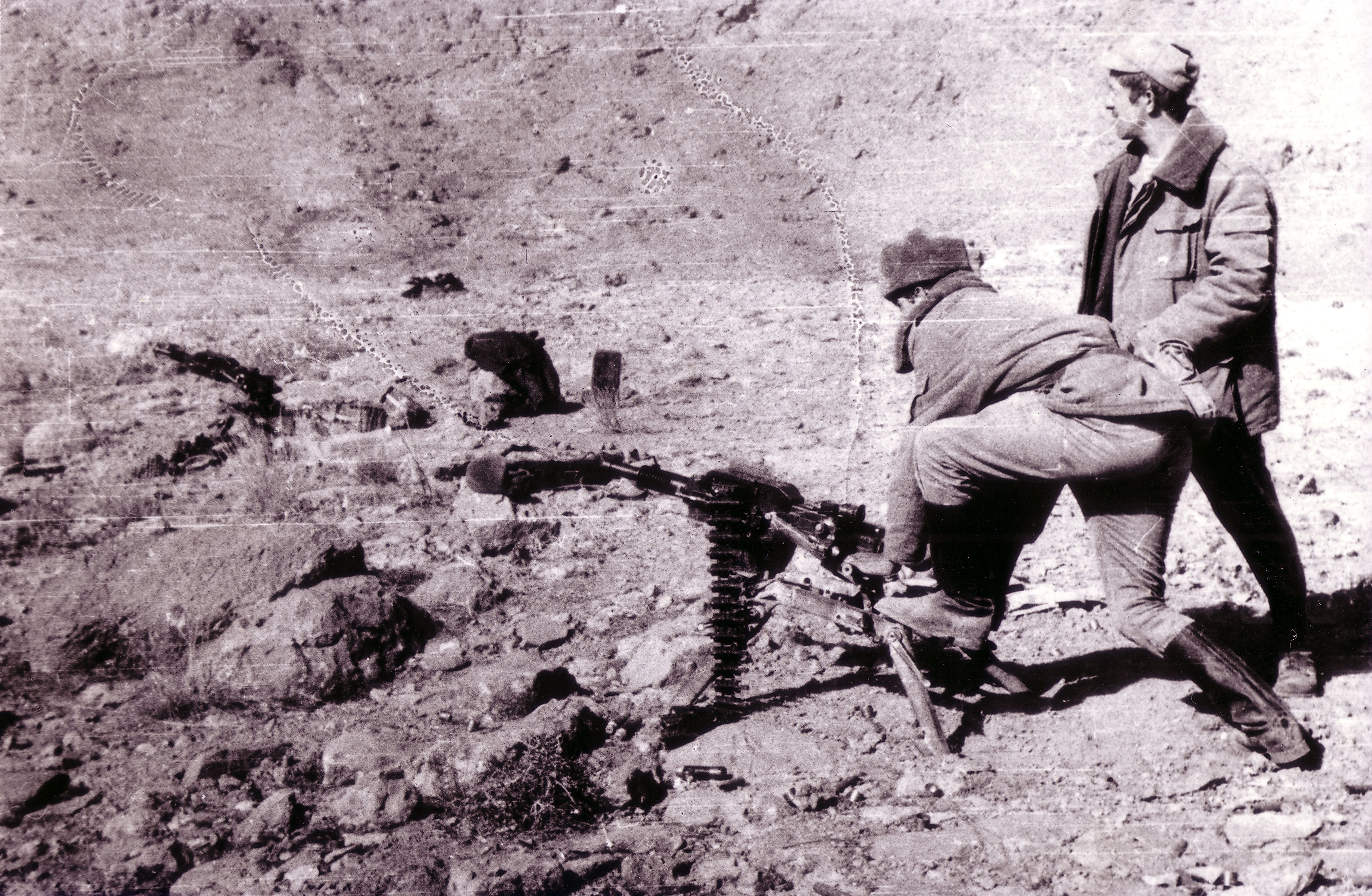
於阿富汗戰爭期間使用的AGS-17榴彈發射器“烈火”，攝於1986年。

AGS-17榴彈發射器發射30×29毫米口徑（不可散式彈鏈接接）钢彈殼榴彈，有效致命半径為7—9 公尺（7.66—9.84 码）。目前AGS-30可以發射兩種類型的彈藥，分別是：
- VOG-17：這是原來可用的30毫米榴彈，只有基本版本的定時引信。
- VOG-17M：這是原來可用的30毫米榴彈的改進型版本，並且裝有基本的高爆破片（俄语：Осколочно-фугасный снаряд）彈頭設計。榴彈的引信自毀時間為25—27秒。
- VOG-30：這是一種類似於VOG-17M的榴彈，但具有更好的爆炸物填充料和增強破片分散方面的設計，大大增加了爆炸的有效半径。

車臣等北高加索地區反政府武裝分子和恐怖分子利用這種彈藥改裝為自製手榴弹，並俗稱“Khattabka”（俄語：хаттабка）。
保加利亞武器製造商弓（英語：Arcus）亦以VOG-17榴彈和UZRGM（俄語：УЗРГМ，亦是由蘇聯設計）保險絲為藍本產生了AR-ROG手榴彈。

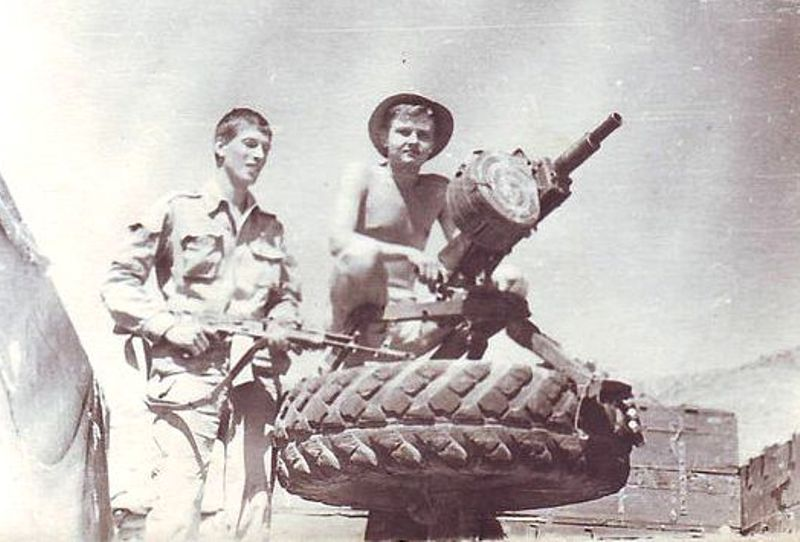
安裝在GAZ-66卡車車輪上的AGS-17，給駐紮在阿富汗1074前哨基地上的第108步兵師砲兵團使用，攝於1988年7月。

## 使用國
- 阿富汗[4]
- 亞美尼亞—繼承自前蘇聯。
- 白俄羅斯—繼承自前蘇聯。

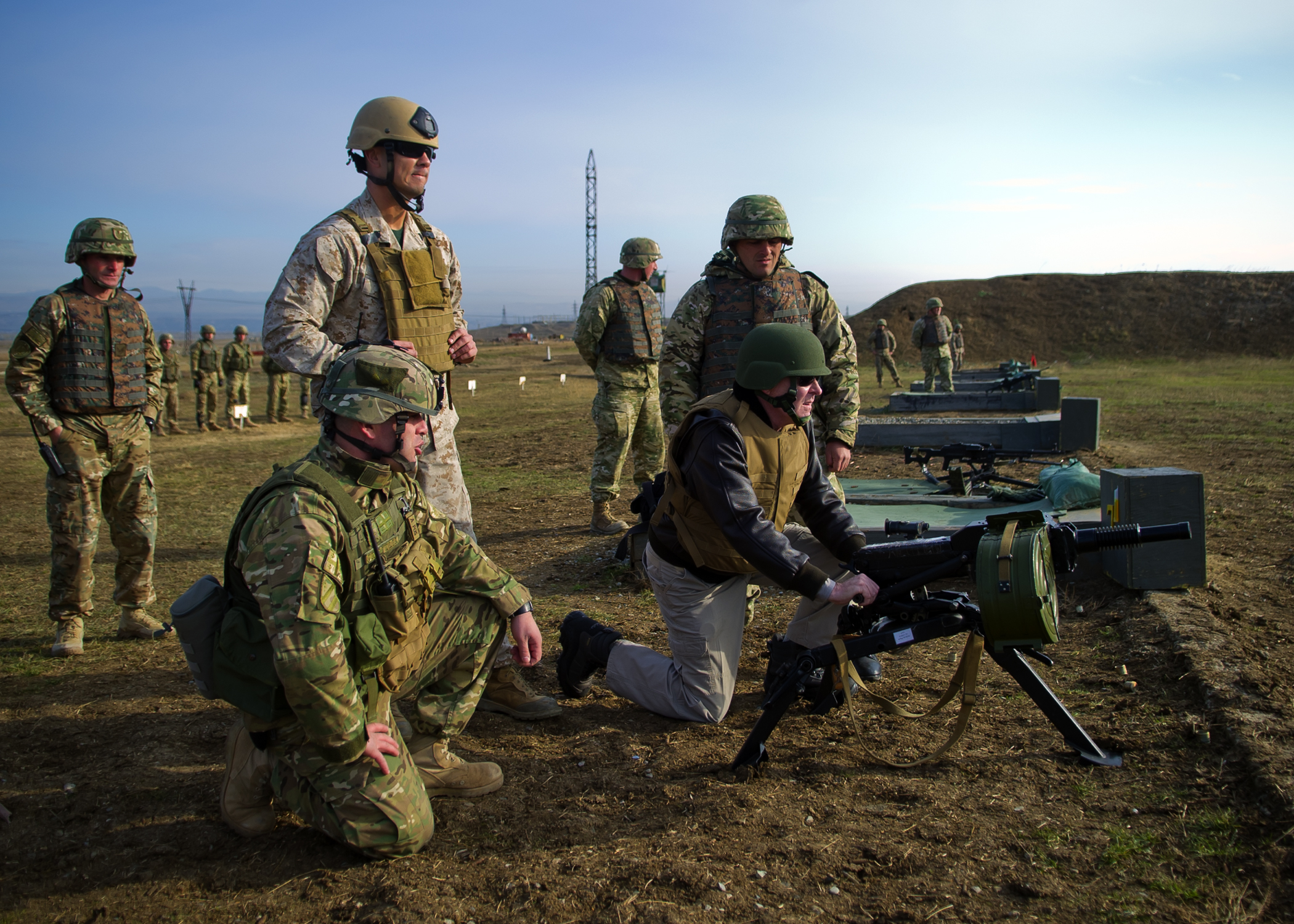
美國海軍雷·麥伯斯部長在格鲁吉亚第比利斯武器訓練區練靶場上發射AGS-17，攝於2011年11月19日。

- 保加利亚：由當地阿森納公司（英语：Arsenal AD）生產，並命名為AGL-30M。
- 安哥拉[4]
- [4]
- 中华人民共和国：由北方工业生產。[4][5]被中国空降兵搭載于BMD-3伞兵战车以上使用。
- 古巴[4]
- 捷克
- 芬兰：命名為30 KRKK AGS-17（30：30 毫米；KRKK：芬蘭語：，意為：榴彈機槍；AGS-17：型號），在2005年被HK GMG自動榴彈發射器所取代。[6]
- —繼承自前蘇聯。
  - 喬治亞武裝部隊[7]
- 印度[4]
- 伊朗[4]
- 伊拉克：特許生產。[4][5]
- 伊拉克库尔德斯坦
- —繼承自前蘇聯。
- —繼承自前蘇聯。
- 拉脫維亞[4]—繼承自前蘇聯，目前已退役。
- 利比亞
- 蒙特內哥羅：命名為M93。[4]
- 莫桑比克[4]
- 尼加拉瓜[4]
- [8]
- 波蘭[4]
- 俄羅斯[4]—繼承自前蘇聯。
- 塞爾維亞：命名為M93。[4]
- 斯洛伐克
- 南非
- 叙利亚：敘利亞內戰期間由敘利亞阿拉伯軍隊與自由叙利亚军雙方所採用。[9]
- 泰國
- 土耳其
- 乌克兰—繼承自前蘇聯。
- 苏联
- 越南

### 非國家團體
- 伊拉克和沙姆伊斯蘭國[10]

## 流行文化

### 电影
- 1997年—《煉獄（俄语：Чистилище (фильм, 1997)）》：由車臣叛軍的黑人僱傭兵所使用，後來被格魯烏特種部隊所繳獲。
- 2005年—：為3234號山防線的一部分並且由蘇聯傘兵所使用。

## 資料來源

## 外部連結
- （英文）—Modern Firearms—AGS-17 automatic grenade launcher（页面存档备份，存于）
- （英文）—Weapon.ge—KBP AGS-17（页面存档备份，存于）
- （英文）—Russian Small Arms - AGS-17 automatic mounted grenade launcher
- （英文）—Military, Security and Civilian Guns and Equipment—KBP AGS-17 Plamya (Flame)（页面存档备份，存于）
- （英文）—Zonawar.ru—AGS-17 automatic mounted grenade launcher
- （英文）—weaponsystems.net－AGS-17（页面存档备份，存于）
- （俄文）—АГС-17 Пламя（页面存档备份，存于）
- （俄文）—Видео на RuTube.ru: Военное дело: Гранатометы. АГС-17 «Пламя», АГС-30.
- （俄文）—YouTube上的Video of operation
- （简体中文）—D Boy Gun World（槍炮世界）—AGS-17自动榴弹发射器（页面存档备份，存于）